# 孫寒冰墓
孙寒冰墓位於重慶市北碚區夏壩。是复旦大学西迁之后，时任复旦大学教务长兼法学院院长孙寒冰教授之墓。

## 历史
文物遺址年代為現代，1987年1月23日列為重慶市第二批市級文物保護單位初定名單。1992年3月19日列為重慶市第二批市級文物保護單位。2009年12月15日列为第二批重庆市文物保护单位。